# Petreto-Bicchisano
Petreto-Bicchisano é uma comuna francesa na região administrativa de Córsega, no departamento de Córsega do Sul. Estende-se por uma área de 39,27 km². 